# فرقاطة يو إس إس فيلادلفيا

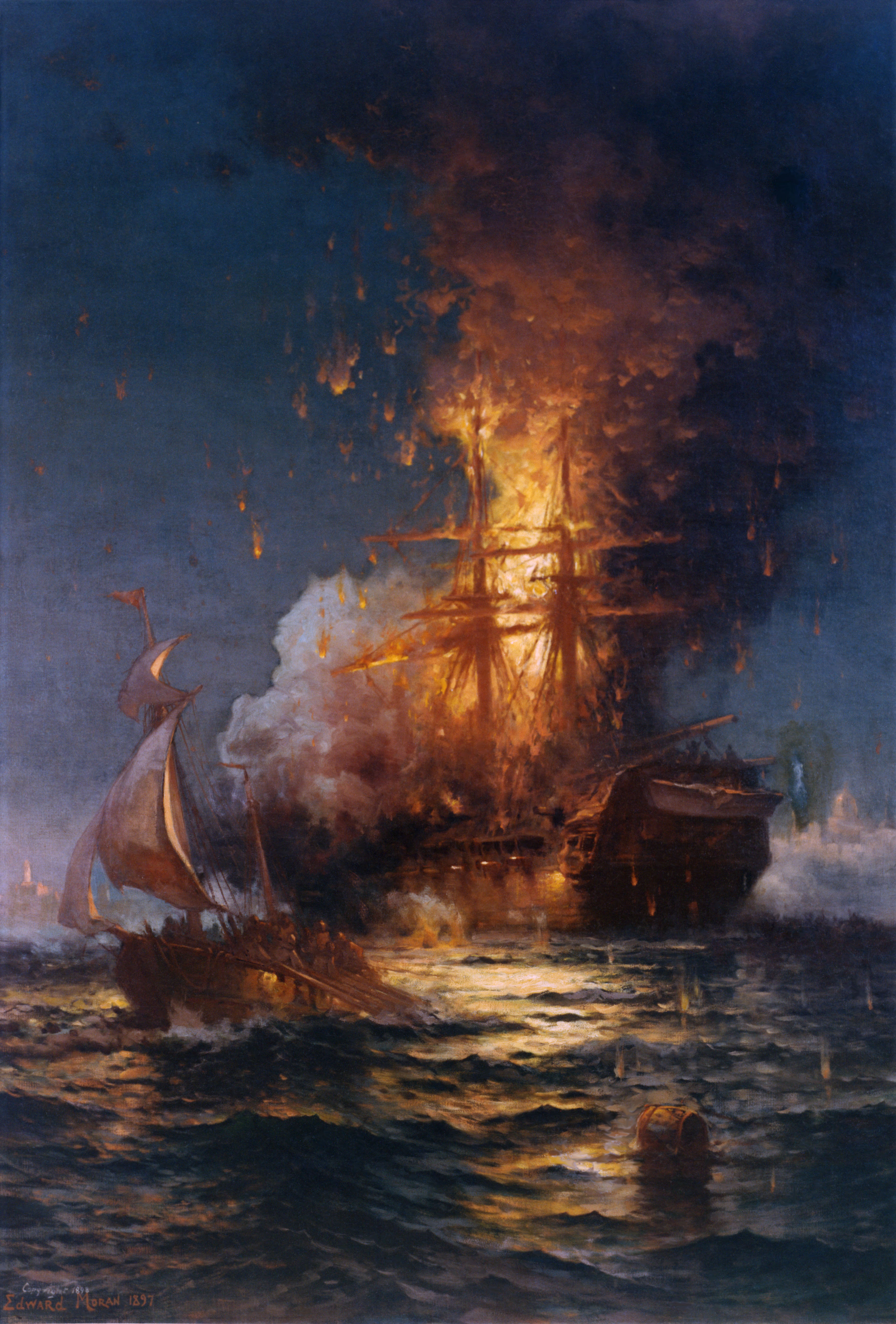
حريق الفرقاطة فيلادلفيا في مرفأ طرابلس في 16 فبراير 1804، لوحة لإدوارد موران في 1891.

الفرقاطة فيلادلفيا (بالإنجليزية: USS Philadelphia)‏ التابعة لبحرية الولايات المتحدة، كانت فرقاطة بحرية تحمل 44 مدفعًا. تم تسميتها نسبة إلى مدينة فيلادلفيا، وكانت قد بنيت بين عامي 1798-1799 لحكومة الولايات المتحدة من قبل مواطني مدينة فيلادلفيا، بنسيلفانيا. وقام بتصميمها جوزيف فوكس (1763-1847) المهندس البحري الأمريكي، في حين تولى الإشراف على بنائها صأمويل همبفريز (1778-1846) وهو مهندس من سلاح البحرية الأمريكية، إضافة لنثانيان هوتن وجون دلفو.
بدأ العمل في إنشائها في 14 نوفمبر 1798 وانطلقت في 28 نوفمبر 1799. وفي 5 أبريل 1800 تم تكليف القبطان ستيفن ديكاتور (1752-1808) بقيادتها. حيث تم وضعها في البحر لغرض العمل في جزر الهند الغربية للمشاركة في حرب كانت غير معلنة بين الولايات المتحدة وفرنسا عرفت باسم «حرب القراصنة» ودارت بين عامي (1798–1800).
وصلت إلى محطتها في جزيرة غواديلوب في مايو 1800، لتحل محل الفرقاطة كونستيلاشن "Constellation". وخلال هذه الرحلة قامت بأسر 5 سفن حربية فرنسية، كما استعادت 6 سفن تجارية كانت قد سقطت في أيدي الفرنسيين.
عادت إلى الولايات المتحدة في مارس 1801، لتؤمر فيلادلفيا بالتحضر للمغادرة في رحلة تستمر عامًا في البحر المتوسط كجزء من الأسطول الذي يقوده ريتشارد ديرل (1756-1826) الضابط في البحرية الأمريكية، ليغادر الأسطول حيث كان القائد ديرل على متن الفرقاطة بريزيدنت "President" ويصل إلى جبل طارق في 1 يوليو 1801. واصلت فيلادلفيا الرحلة عبر المتوسط لتصل وتحاصر سواحل طرابلس، وكان باشا طرابلس يوسف القره مانلي قد هدد بإعلان الحرب على الولايات المتحدة (الحرب البربرية الأولى بين عامي 1801-1805).
غادرت فيلادلفيا جبل طارق نحو الولايات المتحدة في 11 مايو 1802 ولتصل في أواسط يوليو. في 21 مايو 1803 تم إعادتها مجددا نحو البحر المتوسط لتبحر مجددا في 28 يوليو ولتصل إلى جبل طارق في 24 أغسطس، وكانت تحت قيادة القبطان وليام باينبريدج (1774-1833)، وبعد يومين استعادت السفينة الأمريكية ذات الشراعين سيليا "Celia" من السفينة الحربية المغربية «ميربوكا» التي تحمل 24 مدفعا و100 رجل وأخذتهما كليهما إلى جبل طارق.
أبحرت قبالة سواحل طرابلس في 31 أكتوبر 1803 لتجنح في صخور خارج ميناء طرابلس ولتبوء كل المحاولات لإبعادها عن مرمى المدافع المنطلقة من الشاطئ والقوارب الحربية الطرابلسية بالفشل ولتعلن استسلامها للطرابلسيين، ليقع قبطانها والطاقم «كعبيد» لباشا طرابلس.
اعتبرت فيلادلفيا كجائزة كبيرة تقع في أيدي الليبيين في طرابلس، لذلك صدر القرار إما باستعادتها أو بتدميرها. في 19 فبراير 1804 قامت مجموعة أمريكية على متن المركب إنتربد "Intrepid" وهو مركب عسكري بصاريتين بالصعود ليلا إلى السفينة الراسية، حيث قاموا بإشعال النار في السفينة فيما اعتبره الأدميرال البريطاني هوراشيو نيلسون «أكثر الأعمال بطولية في العصر» حسب قوله.

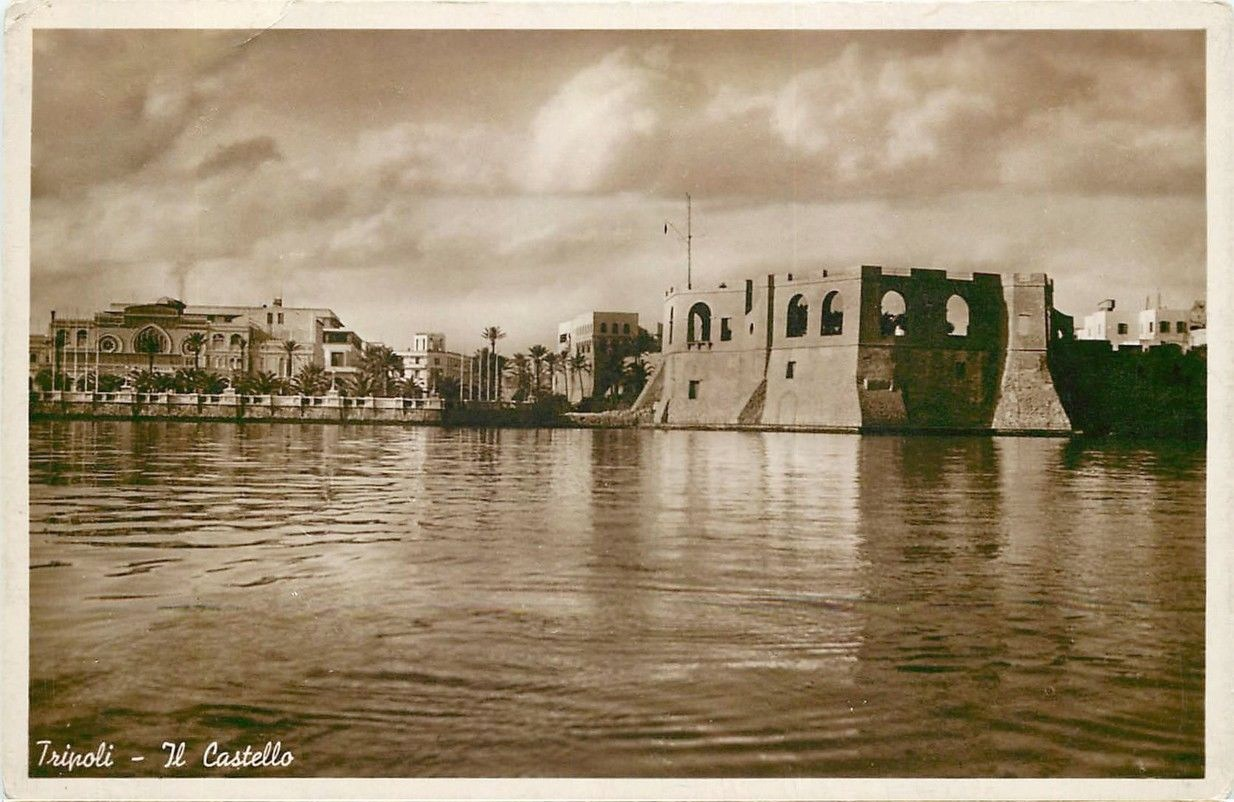
السراي الحمراء حيث كان يتخذها يوسف باشا القره مانلي مقرًا له

بعد أكثر من نصف قرن تم إعادة مرساها إلى الولايات المتحدة في 7 أبريل 1871 حين قام باشا طرابلس وقتها بإهدائه أثناء زيارة السفينة غورير "Guerriere" لميناء طرابلس.
بلغ وزن الفرقاطة فيلادلفيا 1,240 طن، فيما بلغ طولها 40 مترًا، أما عرضها فبلغ 11.9 أمتار، عمقها كان يبلغ 4.1 متر. كان طاقمها مؤلفا من 307 فرد بينهم ضباط. أما ترسانتها فكانت مكونة من مدافع 18×28 و 16×32.
لا يزال ساري السفينة موجود في ركن السراي الحمراء في طرابلس يطل على ميدان الشهداء شاهدا على فترة كانت فيها طرابلس قوة لا يستهان بها في المنطقة.

## قراءات إضافية
- London, Joshua E. Victory in Tripoli: How America's War with the Barbary Pirates Established the U.S. Navy and Shaped a Nation. New Jersey: John Wiley & Sons, Inc., 2005. ISBN 0-471-44415-4
- Willis, Sam Fighting Ships': 1750-1850, Quercus Books, London, 2007
- Chapelle, Howard I. The American Sailing Navy, WW Norton and Co., New York, 1949